# Lò vi ba

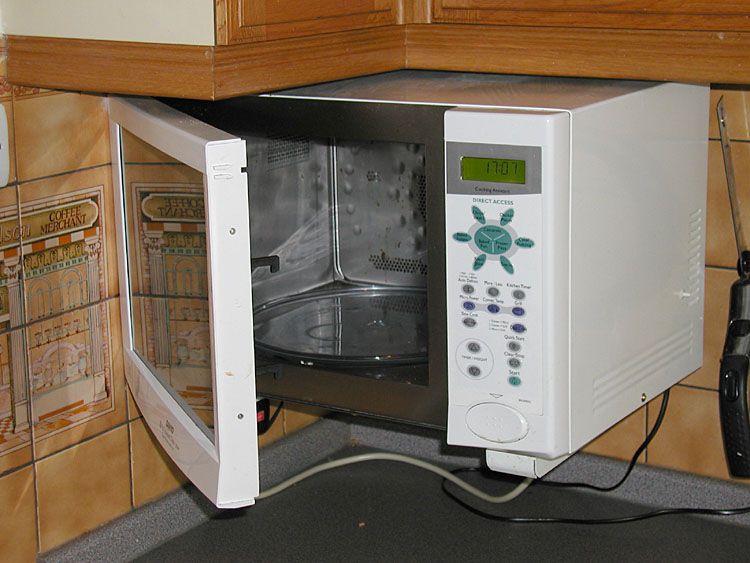
Một lò vi ba đang mở cửa.

Lò vi ba (vi là "rất nhỏ", ba là "sóng", nên còn được gọi là lò vi sóng) là một thiết bị ứng dụng vi sóng để làm nóng hoặc nấu chín thức ăn.

## Quá trình sáng chế
Mùa hè năm 1945, kĩ sư Percy Spencer đang tiến hành các thí nghiệm trên một máy phát sóng tần suất cao. Đó là một bộ phận tạo nguồn sóng mạnh cho mọi máy ra đa. Một lần, ông để quên một thanh sô-cô-la trong túi, đến khi ông rút ra thì nó đã bị tan chảy. Ông tự hỏi liệu nó có phải là do magnetron không?
Spencer được cấp bằng sáng chế cho phương pháp nấu ăn mới. Công ty Raytheon đã phát triển phát minh của ông thành lò vi sóng với tên gọi Radarange. Mẫu sớm nhất được tung ra thị trường nặng 340 kg trị giá 3000 USD với số lượng hạn chế. Người cha đẻ vĩ đại của vi sóng đã mất hơn 20 năm để cho ra đời thế hệ lò vi sóng mới, ngày nay xuất hiện trang trọng trong nhà bếp của mọi gia đình Mỹ.
Chiếc lò vi sóng đầu tiên của hãng Raytheon có kích cỡ rất lớn và đắt tiền, vì vậy nó chỉ có ở những nơi như nhà bếp khách sạn và toa nhà ăn của tàu hỏa. Ngày nay, trong 10 hộ gia đình người Mỹ có đến 9 hộ có lò vi sóng.

## Cấu tạo

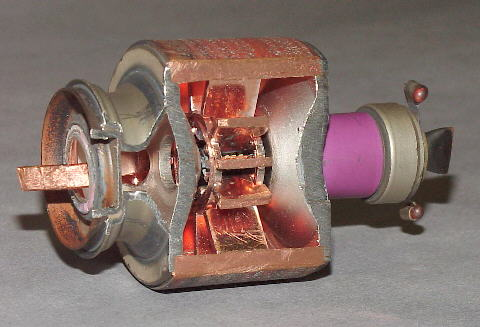
Đèn phát sóng (magnetron)

Lò vi sóng thường có các bộ phận sau:
- Magnetron (nguồn phát sóng)
- Mạch điện tử điều khiển
- Ống dẫn sóng
- Ngăn nấu

## Hoạt động
Vi ba được sinh ra từ nguồn magnetron, được dẫn theo ống dẫn sóng, vào ngăn nấu rồi phản xạ qua lại giữa các bức tường của ngăn nấu, và bị hấp thụ bởi thức ăn. Sóng vi ba trong lò vi sóng là các dao động của trường điện từ với tần số thường ở 2450 MHz (bước sóng cực ngắn cỡ 12,24 cm). Các phân tử thức ăn (nước, chất béo, đường và các chất hữu cơ khác) thường ở dạng lưỡng cực điện (có một đầu tích điện âm và đầu kia tích điện dương). Những lưỡng cực điện này có xu hướng quay sao cho nằm song song với chiều điện trường ngoài. Khi điện trường dao động, các phân tử bị quay nhanh qua lại. Dao động quay được chuyển hóa thành chuyển động nhiệt hỗn loạn qua va chạm phân tử, làm nóng thức ăn.
Vi sóng ở tần số 2450 MHz làm nóng hiệu quả nước lỏng, nhưng không hiệu quả với chất béo, đường và nước đá. Việc làm nóng này đôi khi bị nhầm với cộng hưởng với dao động riêng của nước, tuy nhiên thực tế cộng hưởng xảy ra ở tần số cao hơn, ở khoảng vài chục GHz. Các phân tử thủy tinh, một số loại nhựa hay giấy cũng khó bị hâm nóng bởi vi sóng ở tần số 2450 MHz. Nhờ đó, thức ăn có thể được đựng trong vật dụng bằng các vật liệu trên trong lò vi sóng, mà chỉ có thức ăn bị nấu chín.
Ngăn nấu là một lồng Faraday gồm kim loại hay lưới kim loại bao quanh, đảm bảo cho sóng không lọt ra ngoài. Lưới kim loại thường được quan sát ở cửa lò vi sóng. Các lỗ trên lưới này có kích thước nhỏ hơn nhiều bước sóng (12 cm), nên sóng vi sóng không lọt ra, nhưng ánh sáng (ở bước sóng ngắn hơn nhiều) vẫn lọt qua được, giúp quan sát thức ăn bên trong.
Đối với kim loại hay các chất dẫn điện, điện tử hay các hạt mang điện nằm trong các vật này đặc biệt linh động, và dễ dàng dao động nhanh theo biến đổi điện từ trường. Chúng có thể tạo ra ảnh điện của nguồn phát sóng, tạo nên điện trường mạnh giữa vật dẫn điện và nguồn điện, có thể gây ra tia lửa điện phóng giữa ảnh điện và nguồn, kèm theo nguy cơ cháy nổ.

## Sử dụng
- Không cho vật dụng bằng kim loại hoặc bát đĩa có trang trí hoa văn kim loại vào lò vi sóng, để tránh nguy cơ cháy nổ do phóng tia lửa điện.
- Dùng các dụng cụ đựng thức ăn chuyên dụng cho lò vi sóng; không dùng các đĩa chất dẻo thông thường.
- Không cho lò hoạt động khi không có thức ăn hoặc nước trong lò; sóng không được hấp thụ bởi thức ăn sẽ tiếp tục được phản xạ qua lại và phá hủy lò. Nên thường xuyên để trong lò một cốc nước, bởi nếu người sử dụng không biết mà bật lò lên thì vẫn an toàn.
- Những thức ăn có vỏ hoặc màng mỏng, thể tích bên trong khi nóng lên sẽ có áp suất tăng, dễ gây hiện tượng thức ăn phát nổ. Cần phải xăm lỗ, bốc vỏ để tránh hiện tượng này. Không luộc trứng, sò... còn vỏ kín.
- Nếu lò bị rơi, bị bẹp, phải đưa đi kiểm tra xem cửa lò có bị hở không. Ngăn chứa thức ăn phải đảm bảo "độ kín" đối với sóng vi sóng để sóng không lọt ra ngoài.
- Khi đun nấu bằng lò vi sóng, cần kiểm tra độ chín đều. Người ta đã phát hiện được vi khuẩn salmonella (gây bệnh đường ruột) trong một số trứng trần đun bằng lò vi sóng, do nhiệt không phân bố đều.
- Một số chất độc, có thể gây bệnh nguy hiểm như ung thư, từ bao gói chất dẻo và mực in nhãn bao như adipate, phtalate, benzophenone có thể thôi sang thức ăn đun nấu bằng lò vi sóng. Do đó cần tách bao bì khỏi thức ăn trước khi cho vào lò.
- Không dùng lò vi sóng để nấu thịt lợn ướp hoặc thăn lợn hun khói. Những thực phẩm này chứa nhiều nitrit. Nếu được đun bằng lò vi sóng, nitrit sẽ trở thành các nitrosamin - những phân tử có thể gây ung thư rất mạnh.

## An toàn vi sóng
Lò vi sóng được thiết kế an toàn cao. Dẫu vậy khi sử dụng cần để ý tránh tác động không mong muốn. Do lò sử dụng sóng điện từ có tần số dao động trùng với tần số cộng hưởng của nhiều phân tử chất hữu cơ có trong sinh vật và trong thực phẩm, dẫn đến các phân tử hữu cơ hấp thụ vi sóng mạnh. Nó dẫn đến phân tử protein bị biến tính (tức là thay đổi một số liên kết trong cấu trúc phân tử) trước khi phát nhiệt để làm chín.
Điều này cũng nói lên rằng sử dụng thiết bị hay lò vi sóng thì lúc bật "phát sóng" thì cần lùi ra xa vùng có tác động của sóng, cỡ 1 m trở lên, vì các màn chắn không thể chắn hết được sóng. Vi sóng dư tác động lên mô của ta theo hai mức độ:
- Mức nhẹ là làm biến tính một số phân tử protein trong tế bào, tức là gây sai lệch một chút cấu trúc phân tử, nó không "chết" và vẫn tham gia được vào hoạt động sống của tế bào. Nếu sai lệch này xảy ra trong phân tử DNA là nơi chứa mã di truyền, thì gọi là biến dị, và quá trình phân bào sau đó sẽ cho ra loạt các tế bào lỗi di truyền. Khi đó nếu hệ bạch huyết không đủ mạnh để loại bỏ được những tế bào lỗi này thì chúng phát triển thành ung thư.
- Mức nặng là biến tính mạnh, phân tử không còn tham dự được vào hoạt động sống. Nếu lượng phân tử bị biến tính lớn thì tế bào sẽ chết.

Khi có nhiều tế bào chết thì được gọi là "bỏng vi sóng". Số tế bào chết nằm xen với tế bào sống và tế bào có protein bị lỗi, và giảm dần khi ra xa nguồn vi sóng, từ mặt da vào cao nhất là đến 17 mm là bề dày skin của sóng 2450 MHz. Hiện tượng này cũng có thể xảy ra khi đặt laptop làm việc lên đùi, do quá gần vi sóng dư do laptop phát ra. Tổn thương vi sóng không hiện ra thành vùng rõ như bỏng nhiệt truyền thống, và nhiều người không nhận ra. Thông thường thì bạch cầu dọn dẹp các tế bào chết, nhưng việc dọn các tế bào lỗi di truyền thì tùy thuộc vào khả năng của hệ thống bạch huyết của từng cá thể, để lại nguy cơ phát sinh ung thư.

## Những công dụng khác

### Diệt vi khuẩn, mọt
Các nghiên cứu đã thực hiện cho thấy có thể diệt khuẩn và mọt trên vật phi kim loại bằng lò vi sóng. Thử nghiệm năm 2006 với lò công suất 1000W sấy bọt biển trong 2 phút loại bỏ được 99% các coliform, E. coli và thể thực khuẩn Bacteriophage MS2. Bào tử Bacillus cereus cứng đầu thì cần đến 4 phút. Mọt trong gạo ngô khô thì bị chết khá nhanh, chỉ cần 20 giây cho 1 kg.

### Sấy khô thú nuôi
Chuyện truyền tụng rằng một bà già ở Mỹ vốn có thói quen sấy khô chú mèo cưng bị ướt bằng lò nướng thông thường chạy ở mức nóng thấp. Tuy nhiên một ngày mưa thì lò cũ bị hỏng, bà mua một chiếc mới hiện đại là lò vi sóng. Ngày chú mèo bị mưa ướt, bà đem sấy trong lò vi sóng thì chú mèo từ từ chết rồi nổ tung, làm bà bị sốc nặng. Bà kiện, đòi bồi thường các tổn hại, với lý rằng Hướng dẫn sử dụng thiết bị không có hướng dẫn an toàn đầy đủ. Không thấy nói tới kết cục phân xử, tuy nhiên các hãng sản xuất phải đưa cảnh báo "Không thích hợp cho sấy khô thú nuôi" (Not suitable for drying pets) vào các bản hướng dẫn.
Tại nhiều nước như Úc, việc đem nung thú nuôi hoặc động vật còn sống trong lò vi sóng bị coi là phạm luật.